# Йохан II (Саксония-Лауенбург)
Йохан II (на немски: Johann II; * 1275, † 22 април 1322) от род Аскани, е от 1296 до 1322 г. херцог на Саксония-Лауенбург в линията Мьолн и Бергедорф заедно с братята му Албрехт III и Ерих I.

## Живот
Той е най-големият син на херцог Йохан I (1249 – 1285) и Ингеборг (* ок. 1253, † 30 юни 1302), дъщеря на Биргер Ярл от Швеция.
През 1282 г. баща му Йохан оставя управлението на тримата си сина Йохан II, Албрехт III († 1308) и Ерих I († 1359), назначава брат си Албрехт († 1298) като техен надзорник за времето на малолетието им и отива в манастир Витенберг.
След като през 1302 г. става пълнолетен Йохан II управлява малкото херцогство с резиденция дворец Бергедорф (днес в Хамбург) заедно с половината Саксонска гора и Мьолн. През 1306 г. той помага на зет си граф Герхард III фон Холщайн-Рендсбург и на граф Адолф VI фон Холщайн-Шауенбург при техните конфликти с градовете Любек и Хамбург. Неговите братя са съюзници на градовете.
Йохан II се жени преди 1315 г. за Елизабет (1300 – 1340), дъщеря на граф Хайнрих I фон Холщайн-Рендсбург (1258 – 1304) и съпругата му Хайлвиг (1265-сл. 1324), дъщеря на граф Флорис фон Бронкхорст. След неговата смърт вдовицата му Елизабет залага голяма част от собственостите на брат си граф Герхард III († 1340). Тя се омъжва през 1329 г. (развод 1331) за принц Ерик от Дания (1307 – 1331).

## Деца
Йохан II и Елизабет имат един син:
- Албрехт IV (1315, † 1344), херцог на Саксония-Лауенбург, с неговите деца през 1401 г. линията Мьолн-Бергедорф измира по мъжка линия.

измира.